# Forbes
Forbes (рус. Форбс) — американский финансово-экономический журнал, одно из наиболее авторитетных и известных экономических печатных изданий в мире. Основан 15 сентября 1917 года Берти Чарлзом Форбсом.
Слоган журнала: «Инструмент капиталиста» — «The Capitalist Tool».

## Общая информация об издании
Штаб-квартира журнала расположена на Пятой авеню в центре Нью-Йорка. Председатель и главный редактор на 2016 — Стив Форбс (внук основателя журнала, Б. Ч. Форбса); издатель — Ричард Карлгаард.
Журнал Forbes предоставляет вниманию читателей истории успешных проектов и их товаров, истории о провалах проектов и их причины, жизнь и деятельность известных предпринимателей, причины и следствия громких событий, рейтинги самых богатых людей мира, самые большие гонорары звёзд шоу-бизнеса и спортсменов, доходы и расходы, бизнес-фокусы и PR-трюки.
Forbes является ведущим деловым журналом в мире. Признание журнал получил благодаря своим смелым расследованиям в мире бизнеса и объективным оценкам событий, а также различным спискам и рейтингам, публикуемым им. Среди них наибольшую известность получил список миллиардеров мира.
В США Forbes — это второй по объёму аудитории деловой журнал после Bloomberg Businessweek с тиражом более 650 тысяч экземпляров.
Каждый номер журнала содержит более 60 аналитических статей о компаниях, их создателях и руководителях. Общая аудитория Forbes и его международного англоязычного издания составляет около 6,3 млн человек по всему миру.

### Продажа издания
В 2023 году 82 % Forbes было выкуплено 28-летним бизнесменом Остином Расселом за сумму около 800 млн долларов США, в том числе у семьи Форбс. Через несколько месяцев в распоряжении газеты «The Washington Post» появилась аудиозапись, на которой российский бизнесмен Магомед Мусаев заявляет, что «только что купил глобальный Forbes», а Рассел является лишь «лицом» сделки и старается держать это в тайне. Также известно, что Мусаев на своё 60-летие приглашал Рассела. Сделка привлекла внимание правительство США. Сам же Рассел отрицает связь покупки с Мусаевым.

## Списки
Особую известность журнал приобрёл благодаря публикуемым спискам и рейтингам. Впервые попытку оценить состояние ведущих бизнесменов Forbes предпринял в 1918 году, опубликовав список 30 богатейших американцев. Лидером первого рейтинга стал Джон Рокфеллер с огромным по тем временам состоянием в 1,2 млрд долларов. На 2019 год первое место в списке занимает Джефф Безос.
Наиболее известные списки Forbes:
- Миллиардеры мира (The World’s Billionaires) — список миллиардеров всего мира (публикуется с 1987 г.);
- Форбс 400 — список самых богатых людей США (публикуется с 1982 г.);
- Форбс 2000 — список крупнейших публичных компаний мира;
- Форбс 500 — список крупнейших компаний США (публикация прекращена в 2003 году);
- 100 самых влиятельных женщин мира (публикуется с 2004 г.).

## Другие издания
Всего в 70 странах существует 40 местных версий журнала (в том числе в России, Польше, Германии, Казахстане, Эстонии, Японии, Бразилии, Корее, Китае, Украине), выходящих на 26 языках
Локальные версии журнала:
- Forbes (Россия);
- Forbes (Украина) (выходит на украинском и русском языках);
- Forbes (Китай).